# Monitoramento de empreendedorismo global
Monitoramento de empreendedorismo global ou GEM (sigla do inglês global entrepreneurship monitor) é o maior estudo unificado de atividade empreendedora no mundo. Reunindo dados de mais de 300 instuições academicas e de pesquisa distribuidas por mais de 100 países,  o GEM é capaz de gerar informações que permitem dinamizar e desenvolver serviços e atividades organizacionais e administrativas. Garantindo-lhe um papel importantíssimo na elaboração de idéias de negócio e oportunidades econômicas em um âmbito global.

## História e adesão de países
GEM começou em 1999 como um projeto em conjunto entre a Babson College (Massachusetts, Estados Unidos) e London Business School (Londres, Reino Unido).
No ano de surgimento dez países participaram do estudo: o G7 (Canadá, França, Alemanha, Itália, Japão, Reino Unido e Estados Unidos) mais a Dinamarca , Finlândia e Israel. O programa passou a contar com 20 nações em 2000, 28 em 2001, subindo para 37 países em 2002.
Em 2002, o GEM incorporou a seus estudos o País de Gales, a Escócia, a Irlanda do Norte e outras regiões inglesas. O que permitiu um alcance global bem maior, tornando possível que o relatório do ano de 2002 fosse baseado em uma pesquisa abrangendo ao redor de 16.000 adultos em idade de trabalhar todo o Reino Unido. Desde 2002, o projeto tem crescido em termos de tamanho e desígnio.
Com o suporte do IDRC (sigla do inglês International Development Research Centre) ou Centro de Pesquisa para Desenvolvimento Internacional, localizado em Ottawa  Canadá , desde 2009, o escopo do GEM ampliou-se mais ainda, passando a refletir mais fielmente a realidade dos  países emergentes.
Em 2013 , obtive-se um conjunto de dados para o Reino Unido de cerca de 300.000 indivíduos, permitindo ao GEM fornecer uma análise das tendências de atitudes empreendedoras, aspirações e atividades em toda uma série de regiões sub-nacionais.
A pesquisa GEM 2014 cobriu 73 modelos economicos, o que representa 72,4 % da população mundial e 90% do PIB do mundo.
O suporte do IDRC trouxe regiões em desenvolvimento para o cenário da pesquisa: a África subsaariana por exemplo, anteriormente, tinha muito poucos dados sobre o empreendedorismo, mas terá agora uma vasta gama de dados confiáveis e com possibilidade de comparação com outros 12 países: Angola, Botswana , Burkina Faso, Camarões , Gana, Etiópia , Malawi, Namíbia, Nigéria , Uganda, África do Sul e Zâmbia. Além disso, outros dois países africanos vão aderir em 2015: Marrocos e Senegal.
A entrada da comunidade económica da  ASEAN em 2015, e as perspectivas de um mercado de 600 milhões, cria novas oportunidades e desafios para os empresários nos países membros. Algumas dessas questões são abordadas pelos relatórios da equipe nacional financiado pelo IDRC da Indonésia, Filipinas e Vietnã, enquanto a equipe do GEM na Malásia apresentará um relatório referente a ASEAN durante o período de 2014 em uma das submissãos da ASEAN em 2015. O objectivo é mudar as atitudes do governo e ajudar os empresários a se posicionar no mercado regional.

## Levantamento de dados da pesquisa
Os dados utilizados para o GEM são coletados a partir de duas grandes pesquisas: a APS (do inglês Adult Population Survey) i.e. Pesquisa de População Adulto e a NES (do inglês National Expert Survey) i.e. Pesquisa Nacional de Peritos.
A pesquisa do APS examina as tentativas das pessoas para criar novos empreendimentos, com base na amostras de pesquisa de pelo menos 2.000 indivíduos adultos por país com o intuito de obter a taxa total daquela nação no estágio inicial  das atividades empreendedoras, representado através de uma taxa de " nascente " e "novos" empresários da população adulta. O que significa que em cada país acobertado pelo GEM abrange as aspirações empreendedoras da população do país. Este relatório resume as conclusões da análise associações entre a competitividade das economias e a natureza dos empreendedores nessas economias , e chama a atenção para os possíveis caminhos para novas pesquisas com esses dados.  

Enquanto o pesquisa do NES abrange um grupo de especialistas em negócios e acadêmicos em cada país com uma ampla gama de especialidades para medidas concretas de fatores institucionais do país.
Os dados do GEM são utilizados para produzir um modelo maior, conectando uma série de EFCs (do inglês Entrepreneurial Framework Conditions i.e. Framework para Condições Empreendedoras) analisando assim progresso técnico, o crescimento do PIB e outras variáveis macro economia como por exemplo as aspirações de TEA.
TEA (do Inglês total Early-Stage Entrepreneurial Activity), ou seja Atividade Empresarial Total no Estágio Inicial, cuja função é avaliar a percentagem da população em idade apta para trabalhar e que se enquadram em algum dos seguintes cenários: estão prestes a iniciar uma atividade empresarial ou que começaram uma ha no máximo de 3 anos e meio .
Os EFCs refletem fatores institucionais com conexões teóricas ao empreendedorismo e são produzidos utilizando dados provenientes do NES. O modelo GEM foi originalmente revisado para refletir as fases do desenvolvimento e generalizar a explicação do modelo para todos os países. A metodologia em fazê-lo foi baseada em um artigo de Michael E. Porter, Jeffrey D. Sachs, e John W. MacArthur com o objetivo de refletir as diferenças entre instituições em diferentes estágios de desenvolvimento econômico dentro de um país. Nos anos 2000 foram empregadas amostras maiores em cada país, reforçada métodos de investigação e acrescentou uma importante nova dimensão - uma avaliação do papel da capital de risco em cada país.